# Genesis (album Rotting Christa)
Genesis je sedmi studijski album grčkog ekstremnog metal sastava Rotting Christ. Album je 26. kolovoza 2002. godine objavila diskografska kuća Century Media Records.

## O albumu
Genesis je s glazbenog gledišta označio djelomični povratak ranijim, agresivnijim danima dok je Rotting Christ još bio black metal-sastav; dokaz tomu su brz i udaran tempo te grubi vokali, no i dalje su prisutni elementi gothic i doom metala koji su bili prisutni od albuma Triarchy of the Lost Lovers.
Producenti albuma bili su Andy Classen i Sakis Tolis koji su izvršili produkciju u studiju Stage One Studio u Njemačkoj; istim su se studijem služili sastavi Krisiun, Belphegor i Callenish Circle.
Pjesma "Ad Noctis" se pojavila u videoigri Brütal Legend.

## Popis pjesama
Tekstovi: Sakis Tolis i George, glazba: Sakis Tolis.
| 1.    | »Daemons«                  | 3:27 |
| 2.    | »Lex Talionis«             | 5:03 |
| 3.    | »Quintessence«             | 4:45 |
| 4.    | »Nightmare«                | 7:08 |
| 5.    | »In Domine Sathana«        | 5:16 |
| 6.    | »Release Me«               | 3:51 |
| 7.    | »The Call of the Aethyrs«  | 4:32 |
| 8.    | »Dying«                    | 4:48 |
| 9.    | »Ad Noctis«                | 6:11 |
| 10.   | »Under the Name of Legion« | 6:29 |
| 51:30 |                            |      |

| Bonus pjesma s brazilske inačice | Bonus pjesma s brazilske inačice | Bonus pjesma s brazilske inačice | Bonus pjesma s brazilske inačice | Bonus pjesma s brazilske inačice | Bonus pjesma s brazilske inačice | Bonus pjesma s brazilske inačice | Bonus pjesma s brazilske inačice | Bonus pjesma s brazilske inačice | Bonus pjesma s brazilske inačice |
| Br.                              | Skladba                          | Trajanje                         |                                  |                                  |                                  |                                  |                                  |                                  |                                  |
| -------------------------------- | -------------------------------- | -------------------------------- | -------------------------------- | -------------------------------- | -------------------------------- | -------------------------------- | -------------------------------- | -------------------------------- | -------------------------------- |
| 11.                              | »Astral Embodiment«              | 5:52                             |                                  |                                  |                                  |                                  |                                  |                                  |                                  |
| 57:22                            |                                  |                                  |                                  |                                  |                                  |                                  |                                  |                                  |                                  |

## Recenzije
Jason D. Taylor, glazbeni kritičar sa stranice AllMusic, dodijelio je albumu četiri od pet zvjezdica te je komentirao: "Rotting Christ je uvijek bio metal sastav ogrnut najmračnijim glazbenim elementima u rasponu od black metala do morbidnih, pomalo neovozemaljskih melodija gothi[ic metala]. [...] Genesis inkapsulira svaki aspekt zlokobnog zvuka ovog grčkog moćnika. Kaskadne, simfonijske melodije koje služe kao Genesisova pozadina uistinu su zastrašujuće i omataju se oko svake pjesme u sablasnoj auri tame. Slažući [glazbu] na ovom jezivom crescendu zvučne okrutnosti, Rotting Christ čini ono što čini najbolje, a to je udaranje preko deset pjesama sa žestokom odlučnošću".

## Zasluge
| Rotting Christ - Themis Tolis – bubnjevi - Sakis Tolis – vokali, gitara, programiranje, produkcija - Andreas Lagios – bas-gitara - Costas Vassilakopoulos – gitara - George – klavijature | Ostalo osoblje - Andy Classen – produkcija - Set'h – fotografija - Mike Bohatch – naslovnica, ilustracije - Tom Müller – mastering |